# 硫化ナトリウム
硫化ナトリウム（りゅうかナトリウム、sodium sulfide）は化学式 Na2S で表されるナトリウムの硫化物である。普通は9水和物の形で存在し、これは無色の結晶である。硫化ソーダともいう。
無水物は立方晶系の逆蛍石型構造、格子定数は a = 652.6 pm である。
硫化染料の製造・染色用・ニトロ化合物の還元・脱毛剤に用いられるアルカリ性物質で、非常に強い腐卵臭と腐食性、吸湿性を有する。

## 製法
水酸化ナトリウム溶液を硫化水素で飽和した硫化水素ナトリウムの溶液に、同量の水酸化ナトリウムを加え、濃縮することによって9水和物が析出する。
{\displaystyle {\ce {NaOH\ + H2S -> NaHS\ + H2O}}}
{\displaystyle {\ce {NaHS\ +NaOH\ +8H2O->Na2S\cdot 9H2O}}}
9水和物を硫酸デシケーター中で乾燥した後、水素気流中で加熱すると無水物が得られる。また計算量のナトリウムと硫黄の直接反応でも無水物が得られる。
工業的には無水硫酸ナトリウムで空気を遮断して、反射炉で約 1000 ℃ でコークスで還元させることにより製造される。
{\displaystyle {\ce {Na2SO4\ + 4C -> Na2S\ + 4CO}}}

## 特徴
- 潮解性があり、水やアルコールに可溶。
- 空気中での酸化、あるいは無水物を水に溶解する際には発熱する。
- 空気中の酸素によって酸化するとチオ硫酸ナトリウム・亜硫酸ナトリウムを生じ、炭酸ガスを吸収すると炭酸ナトリウムに変質する。
- 水溶液は硫黄を溶解して黄色のポリ硫化ナトリウムを生成する。

{\displaystyle {\ce {Na2S\ +({\mathit {n}}-1)S\ <=>Na2S_{\mathit {n}}}}}
- 水溶液は加水分解により強アルカリ性であり、酸と反応すると硫化水素を、燃焼させると二酸化硫黄を発生させる。

{\displaystyle {\ce {S^{2-}\ + H2O\ <=> HS^- + OH^-}}}
- 廃液中の硫化ナトリウムと酸、酸性塩などが反応して硫化水素を発生した事例があるため、取扱いには留意が必要である。